# Otello Profazio
Otello Profazio (* 26. Dezember 1934 in Rende; † 24. Juli 2023 in Reggio Calabria) war ein italienischer Musiker und Autor.

## Biografie
Otello Profazio wuchs als einziger Sohn eines Gelegenheitsarbeiters in ärmlichen Verhältnissen in Süditalien auf. Von seinem Onkel, der Otellos Talent erkannte, lernte er früh verschiedene Instrumente und trat bereits als 17-Jähriger in Bars und Restaurants auf. Seinen Durchbruch hatte er später mit der ersten veröffentlichten Platte Il treno del sole in den 1960er Jahren. In den 1980er Jahren wurde es dann ruhig um Profazio.
Otello Profazio starb im Juli 2023 im Alter von 88 Jahren.

## Musik
Musikalisch ist Profazio der Stilrichtung der modernen Volksmusik zuzurechnen, in der er als einer der erfolgreichsten Vertreter in Italien gilt. Vor allem auf Sizilien und in der Region Kalabrien sind seine Stücke beliebt und werden auch heute noch oft gespielt. 1973 brachte Profazio Il Brigante Musolino heraus – ein Album als Hommage an Giuseppe Musolino (1876–1956), den „Robin Hood“ Kalabriens am Ende des 19. Jahrhunderts.

## Diskografie
- Il treno del sole - Profazio canta Buttitta
- Storie e leggende del sud
- I paladini di Francia
- Arie e danze del Sud
- L'Italia cantata dal Sud
- Sollazzevole (1971)
- Gesù Giuseppe e Maria 1973
- Il brigante Musolino 1973
- Qua si campa d'aria 1974
- Amuri e pilu (1976)
- Calabria (1976)
- Scibilia Nobili (1978)
- Patti Marina in Sicilia (1978)
- Tra Scilla e Cariddi
- Mannaja all'ingegneri
- I paesi cantano - Guardavalle in Calabria (1978)
- I paesi cantano - Petina degli Alburni in Campania (1979)
- I paesi cantano - Cassano Jonio in Calabria (1979)
- Il filo di seta (2006)